# Φシリーズ
『Φシリーズ』（ファイシリーズ）は、佐竹彬による日本のライトノベルで筆者のデビュー作。イラストは千野えながが担当。電撃文庫（メディアワークス）より刊行されている。

## ストーリー
あらゆる物質の持つ「情報」を制御する技術である情報学が発達した社会。世界で唯一の情報学専門学校「パスカル」の学生、朝倉渚はミステリアスでΦ（ファイ）と呼ばれているクラスメイト日阪道理に興味を惹かれる。
ある日、渚は学園で起こった不可解な殺人事件に巻き込まれてしまう。さらに容疑者としてその捜査線上にあがってきたのは……。

## 登場人物

### 主な登場人物
朝倉渚（あさくら なぎさ）
本作の語り部。国立情報学専門学校（通称「パスカル」）の生徒。6グレートBクラス所属。
情報学者の姉がおり、彼女が引きつけられた情報学に興味を持ちパスカルに入学した。現在は一人暮らしをしている。少々人付き合いが苦手（作中の時代においては、珍しい事ではない）。
第一巻である殺人事件に関わり、その後、道理と正式に友達になる。以降たびたび事件に巻き込まれ、道理とともに解決していく事となる。彼女自身も幼い頃、姉とともに殺人事件に関わった事があり、このことが彼女の恐怖の原体験となっている。
日阪道理（ひさか どうり）
渚と同じくパスカルの生徒。6グレートBクラス所属。物語のキーパーソン的存在。本作における探偵役。
常に青いコートを身にまとっている小柄な少年（渚よりは高い）。周囲からはΦ（空集合）と呼ばれており、自分から他人に関わる事はほとんどない（自分から周囲を遠ざけている）。情報学の計算能力は、渚のCPUをかりたとはいえセキュリティシステムに侵入できるほどに高い。右目にちょっとした秘密がある。
二年前から数多くの殺人事件に関わっているようで、どんな事件が起きてもいたって冷静に調査に当たる。彼が関わる事件には必ずと言っていいほどベートーヴェンの交響曲第九番の一節が書かれているが、本人によると自分に対するメッセージらしい。

### 国立情報学専門学校（パスカル）の生徒
牧野理絵
渚の友達でクラスメート。6グレートBクラス所属。
よくショートカットの髪を無理矢理ポニーテイルにしている。服装も活動的で、中学生の男の子のように見える。
大蒔忍
9グレートAクラス所属。クラスリーダー。
酒井芳朗
7グレートBクラス所属。初対面の人と話が出来ない。
矢野宏
8グレートBクラス所属。
ショーシュ・マーリア
8グレートBクラス所属。
千々石仁奈
9グレートDクラス所属。
梶岡慎吾
6グレートcクラス所属。
白銀邦宏
パスカルの生徒。8グレートＡクラス所属。
廣畑百花
パスカルの生徒。7グレートcクラス所属。

### 警察
芳賀刑事
警察官。
粒田
警察官。

### ファンタズム・タッチャブル参加者
宮沢ちかし
国等高校の生徒。
貞包翔太
国等高校の生徒。
武井信也
国等高校の生徒。
柳田崇仁
私立高校の生徒。
岩田恵理子
介護コミュニティ員
楠文生
劇団＜夢常＞メンバー。

### ポルターレ・アクアム
道家広菜
ポルターレ・アクアムの研究長。
友廣拓見
ポルターレ・アクアムの船長
今仁一元
ポルターレ・アクアムの副船長
芝崎真澄
ポルターレ・アクアムの研究員。
堤綾佳
ポルターレ・アクアムの研究員。
和泉明仁
ポルターレ・アクアムの研究員。
足立沙世
ポルターレ・アクアムの医療スタッフ。

### その他
朝倉波江
渚の姉
日阪定理
日阪の姉
杉浦一樹
司書。
岩田恵理子
介護コミュニティ員
柳田崇仁
名桜高校の生徒

## 世界観・用語
世界観
情報学の発展により、それを利用した犯罪が多い。また登場人物の対人能力が総じて低めである。
情報場
物質が持つ場の事。
情報場理論
物質は場と言う形で情報を持つと言う理論。この理論で物体の認識を説明すると、情報場同士の接触により、お互いの情報が交換されあっているとされる。
生体情報場
人体の情報場。生体内情報場と外部情報場に分ける事ができ、一般的に情報場と言うと外部情報場の方を指す。
回路情報場
機械の情報場。情報学の利用により、イデアに来たメールを本体をいじらずそのまま見る事も出来る。
情報学
情報場に関する学問。作中で披露された情報学利用の技術は「物体の硬度強化」「テレパシー」「音の拡大」「透明化」など多岐にわたる。
CPU
演算領域と訳される。情報場同士の情報交換に介入するときに使われる。脳の一部を利用しているらしい。
国立情報学専門学校（パスカル）
情報学の学校。先進国において情報学の犯罪抑止方法の一つ「専門の教育機関」であり、このおかげで日本では情報学による犯罪は激減している。

## 既刊一覧
- 佐竹彬（著）・千野えなが（イラスト）、メディアワークス〈電撃文庫〉、既刊3巻（2006年3月10日現在）
  - 『飾られた記号 The Last Object』、2005年6月10日発売[1]、ISBN 4-8402-3061-7
  - 『三辺は祝祭的色彩 Thinkers in Three Tips』、2005年9月10日発売[2]、ISBN 4-8402-3153-2
  - 『開かれた密室 Being As Unfixed』、2006年3月10日発売[3]、ISBN 4-8402-3347-0

## 文庫未収録
- 人形式に告げる（電撃hp vol.42に収録）